# Barraca XXV (Aiguamúrcia)
La Barraca XXV és una obra d'Aiguamúrcia (Alt Camp) inclosa a l'Inventari del Patrimoni Arquitectònic de Catalunya.

## Descripció
És una barraca originalment de planta circular amb un cert graonat. Actualment la veiem associada a una gran pila de pedra sobrera, per la seva part posterior, de manera que desfigura la seva fesomia original. Està coberta amb pedruscall. El portal està capçat amb un arc dovellat absolutament pla. La seva orientació és Sud.
La seva planta interior és circular, amb un diàmetre de 3'100m.
La cambra interior està coberta amb una falsa cúpula, amb una alçada màxima de 3'60m. Degut a les andròmines acumulades en el seu interior, és impossible determinar si conté cap element funcional.